# Silvano Pedroso Montalvo
Silvano Herminio Pedroso Montalvo (ur. 25 kwietnia 1953 w Cárdenas) – kubański duchowny katolicki, biskup Guantánamo-Baracoa na Kubie od 2018.

## Życiorys

### Prezbiterat
Święcenia kapłańskie otrzymał 12 czerwca 1995 i został inkardynowany do archidiecezji Santiago de Cuba. Pracował głównie jako duszpasterz parafialny, był także m.in. diecezjalnym duszpasterzem powołań oraz dyrektorem domu dla kapłanów w Hawanie.

### Episkopat
29 marca 2018 papież Franciszek mianował go biskupem ordynariuszem diecezji Guantánamo-Baracoa. Sakry udzielił mu 27 maja 2018 metropolita Hawany – arcybiskup Juan García Rodríguez.